# William de Wendeval
 (décembre 2010).
Si vous disposez d'ouvrages ou d'articles de référence ou si vous connaissez des sites web de qualité traitant du thème abordé ici, merci de compléter l'article en donnant les références utiles à sa vérifiabilité et en les liant à la section « Notes et références ».
William de Wendeval (de Wendenal ou encore de Wennevall) était un baron normand probablement né dans le courant du XIIe siècle. Il fut l'un des plus importants personnages à qui le roi Richard Cœur de Lion laissa la responsabilité du Royaume d'Angleterre quand il partit pour la troisième croisade[réf. nécessaire], se battre en Terre sainte contre le sultan Saladin.
William a donc servi le roi comme haut shérif du Nottinghamshire et du Derbyshire (et, semble-t-il, par intermittence comme shérif du Yorkshire) pendant qu'il était loin de l'Angleterre, entre 1191 et 1194. Certains rattachent William de Wendeval aux légendes de Robin des Bois et pensent qu'il a donné son caractère au fameux Shérif de Nottingham.[réf. nécessaire]

## Biographie
(En raison des sources très partielles, cette biographie est montée de manière raisonnable à partir des connaissances que les historiens ont de la fin du XIIe siècle anglais).[réf. nécessaire]
On sait très peu de choses sur William de Wendeval, car les sources sont très pauvres pour la période des années 1190, une décennie très mouvementée sur le plan politique dans l'Histoire d'Angleterre. William de Wendeval n'est décrit nulle part comme le seigneur d'une quelconque zone de l'Angleterre ; aussi, on peut penser qu'il avait quelques liens avec une famille noble ou bien qu'il avait conquis l'estime de l'une d'entre elles. Cependant, il se peut qu'il ait possédé une terre quelque part. Beaucoup de petits nobles, et même quelques-uns parmi les yeomen (l'équivalent de l'actuelle classe moyenne) qui possédaient plus de terres que la plupart, se virent confier des postes importants pendant l'éloignement de Richard Cœur de Lion puisque le roi partit à la croisade accompagné de beaucoup de nobles, ceux-ci laissant l'administration anglaise à court de responsables.[réf. nécessaire]
Un texte légal datant de cette époque rapporte que William fut au poste de Haut Shérif (responsable des lois et bailli) à la fois des comtés du Derbyshire et du Nottinghamshire pendant les années d'absence de Richard Cœur de Lion, et peut-être même dans d'autres zones de l'Angleterre, comme le Yorkshire.[réf. nécessaire] Ce statut aurait fait de lui l'un des plus importants et influents personnages de ces années-là.[réf. nécessaire]
Dans ce document légal, on apprend que William exerça, à partir de 1190, des fonctions[réf. nécessaire] jusque-là occupées par le baron Roger de Lizoures (appelé plus tard Roger de Lacy, après que sa grand-mère lui ait récusé le droit aux titres et terres de Lizoures) et qui était aussi constable de Chester et seigneur de Pontefract et Clitheroe. Il est probable que William eût à prendre aussi ces dernières fonctions alors que Roger de Lacy (tout comme la majorité des nobles anglais) partit pour la croisade.
Cependant quand le roi Richard retrouva sa terre d'Angleterre vers la fin du mois de mars 1194, on sait que Guillaume (III) de Ferrers, 4e comte de Derby, prit en charge toutes les obligations jusqu'alors dévolues à William de Wendeval et se retrouva dans sa position. Après quoi, William de Wendeval n'est plus mentionné nulle part.

## Shérif de Nottingham dans la légende deRobin des Bois?
Traditionnellement les aventures de Robin des Bois se déroulent sous le règne du roi Richard Cœur de Lion, et tout particulièrement lorsque le roi est parti pour la croisade. Dans ce cas, ce serait précisément William de Wendeval (en fonction à cette époque) qui aurait été le cruel et vénal shérif de la légende, et l'exacte antithèse du héros populaire de la Forêt de Sherwood. On dit que Robin des Bois volait les riches non seulement pour soulager les pauvres surchargés de taxes injustement exorbitantes, mais aussi pour récolter des fonds afin d'aider la reine-mère Aliénor d'Aquitaine à payer la rançon qui libérerait son fils Richard Cœur-de-Lion de la captivité où il était tenu d'abord par Léopold V d'Autriche et puis par Henri VI du Saint-Empire.
Beaucoup de shérifs dans cette période de l'Histoire étaient en fait corrompus, aussi il est bien possible que William de Wendeval l'ait été lui-même. Certains shérifs, tel le seigneur Robert Ingram, étaient même parfois complices des hors-la-loi. Ce shérif du Nottinghamshire et du Derbyshire était allié avec la bande de Coterel, des hors-la-loi célèbres du XIVe siècle. D'autres shérifs, tel John de Oxenford, étaient eux-mêmes passés hors-la-loi. Shérif de 1334 à 1339, John de Oxenford fut accusé notamment d'abus d'autorité et d'extorsions variées, en 1341. Pour ne s'être pas présenté devant la cour, il fut déclaré hors-la-loi.
Si William de Wendeval était de ce genre-là, profitant de l'absence du roi pour terroriser le peuple, il aurait pu se retrouver tué au cours d'une insurrection populaire ou par une paysan jugé hors-la-loi et qui aurait cherché à se venger. En fait, des révoltes ont été enregistrées à cette époque à Nottingham, là où William de Wendeval habita probablement pendant quelque temps. C'est aussi autour de Nottingham que Ranulph de Blondeville (4e comte de Chester) et David d'Écosse (8e comte de Huntingdon), tinrent peu après un siège contre les partisans de Jean Sans Terre. On n'a malheureusement aucune preuve qui nous permette d'affirmer quoi que ce soit, mais l'enchaînement de ces faits historiques pourrait expliquer pourquoi William de Wendeval disparaît ensuite de l'Histoire. Certains de ceux qui croient en un Robin des Bois historique ont établi les arguments suivants : William de Wendeval a été tué dans un geste de vengeance par un hors-la-loi célèbre de son temps qui était issu de la petite noblesse et qui est connu aujourd'hui sous le nom de Robin des Bois...
Cependant, une importante objection se dresse contre ces théories : le lien entre Robin des Bois et le règne de Richard Cœur de Lion est tardif, et l'auteur en est l'historien John Mair, qui écrivait au XVIe siècle. Les références les plus anciennes se rapportant à Robin des Bois nous viennent du XVe siècle (Andrew Wyntoun, dans les années 1420, et Walter Bower, dans les années 1440) et elles situent sa fortune populaire en 1283 (selon Wyntoun) ou en 1266 (selon Bower). Quant à la source littéraire la plus ancienne connue à ce jour (A Gest of Robyn Hode) elle se passe au temps d'un roi nommé "Edward".

#### Sources historiques
- The Nottingham rolls
- The Cartulary of Blyth Priory (le cartulaire du Prieuré de Blyth) - édités par Reginald Thomas Timson, p. 126 et 261
- Memoriale fratris Walteri de Coventria (Mémoires de frère Walter de Coventry) - édités par William Stubbs (1872)
- Liber feudorum communément appelé Testa de Nevill, p. 1145
- The Annals of Roger de Hoveden (les Annales, de Roger de Hoveden) - édités par Henry Thomas Riley (1853), vol. 2, p. 315-317
- Calendar of Ormond deeds, 1172-[1603] (édition de manuscrits irlandais) - édités par Stationery Office (1932)

#### Travaux contemporains
- Index nominum: being an index of christian and surnames (1862), John Nurse Chadwick, Francis Blomefield, p. 330
- Historical sketch of Nottingham castle (1878), John Henry Brown
- Ireland under the Normans (1911) Goddard Henry Orpen, p. 94
- Nottingham: a biography (1970) Geoffrey Trease, p. 41
- A history of Nottinghamshire (1971), Alfred Cecil Wood, p. 59
- The itinerary of king Richard I with studies of certain matters of interest (1974) Lionel Landon, p. 146 et p. 192